# ارتش پنین‌سولا
ارتش پنین‌سولا (انگلیسی: Army of the Peninsula) یک واحد ارتشی متعلق به ارتش ایالات مؤتلفه در طول جنگ داخلی آمریکا بود که به درخواست جان بی. مگرودر تشکیل شد